# رونالد رايت (كاتب)
رونالد رايت هو مؤرخ وكاتب كندي، ولد في 1948 في لندن في المملكة المتحدة.

## وصلات خارجية
- رونالد رايت على موقع ميوزك برينز (الإنجليزية)